# 12e cérémonie des Hong Kong Film Awards
La 12e cérémonie des Hong Kong Film Awards a eu lieu le 23 avril 1993.

## Palmarès

### Meilleur film
- Cageman de Jacob Cheung
  - La Rose noire de Jeffrey Lau
  - Center Stage de Stanley Kwan
  - King of Beggars de Gordon Chan
  - Il était une fois en Chine 2 : La Secte du lotus blanc de Tsui Hark

### Meilleur réalisateur
- Jacob Cheung pour Cageman
  - Tsui Hark pour Il était une fois en Chine 2 : La Secte du lotus blanc
  - Jeffrey Lau pour La Rose noire
  - Gordon Chan pour King of Beggars
  - Stanley Kwan pour Center Stage

### Meilleur scénario
- Yank Wong, Ng Chong Chau et Jacob Cheung pour Cageman

### Meilleur acteur
- Tony Leung Ka-fai pour La Rose noire
  - Jackie Chan pour Police Story 3: Supercop
  - Charles Heung pour Arrest the Restless
  - Stephen Chow pour Un couple explosif
  - Tony Leung Ka-fai pour King of Chess

### Meilleure actrice
- Maggie Cheung pour Center Stage
  - Chingmy Yau pour Naked Killer
  - Brigitte Lin pour Swordsman 2
  - Brigitte Lin pour Succession par l'épée
  - Maggie Cheung  pour L'Auberge du dragon
  - Anita Mui pour Un couple explosif

### Meilleur acteur dans un second rôle
- Liu Kai-chi pour Cageman
  - Francis Ng pour Succession par l'épée
  - Tony Leung Chiu-wai pour À toute épreuve
  - Anthony Wong pour Now You See Love, Now You Don't
  - Donnie Yen pour Il était une fois en Chine 2 : La Secte du lotus blanc

### Meilleure actrice dans un second rôle
- Fung Bo-bo pour La Rose noire
  - Teresa Mo pour La Rose noire
  - Teresa Mo pour Now You See Love, Now You Don't
  - Deannie Yip pour Fight Back to School 2
  - Wong Wan-si pour La Rose noire

### Meilleure photographie
- Poon Hang-sang pour Center Stage